# Спілка українських журналістів Канади
Спілка українських журналістів Канади (СУЖК) — професійна журналістська організація, заснована 1957 у Торонто; об'єднувала 90 членів (1976).
Діяльність СУЖК та сама, що й Спілки українських журналістів Америки, з якою вона творить з 1966 федерацію.
СУЖК очолювали: А. Курдидик, В. Солонинка, М. Сосновський, В. Софронів-Левицький, О. Матла, Н. Ріпецький, В. Дідюк, М. Липовецький. При Спілці діє Секція молодих журналістів (керівник Ірина Макарик).